# Tan Chee Khoon
Pour les articles homonymes, voir Tan.
 (février 2021).
Tan Chee Khoon (chinois simplifié : 陈志勤 ; chinois traditionnel : 陳志勤 ; pinyin : Chén Zhìqín ; pe̍h-ōe-jī : Tân Chì-khûn) a été une figure majeure de la politique malaisienne de 1959 à 1978, étant à un moment donné surnommé « M. Opposition » pour le franc-parler dont il faisait preuve au Parlement de Malaisie. Il a été le chef officiel de l'opposition au Parlement de 1964 à 1969. Bien qu'il ait été à l'origine un leader du Parti travailliste de Malaisie et de la coalition du Front socialiste à laquelle le Parti travailliste avait adhéré, Tan a ensuite cofondé le Parti du mouvement populaire malaisien (Gerakan), ainsi que le Parti Keadilan Masyarakat Malaysia (PEKEMAS ; Parti malais de la Justice sociale) après avoir été déçu par le Gerakan.

## Biographie
Tan Chee Khoon est né dans une famille d'immigrants chinois.  Le week-end, il se levait à 5h30 du matin pour nourrir le bétail, puis faisait 8 km à vélo pour travailler dans une plantation de caoutchouc. Lorsqu'il revenait à 4 heures de l'après-midi, il s'occupait du potager et des arbres fruitiers de son jardin. Les Tan étaient de fervents chrétiens méthodistes et assistaient régulièrement aux services en langue cantonaise. À l'âge de 13 ans, Tan a perdu son œil gauche dans un accident lorsqu'il était en train de graver son nom sur un arbre à caoutchouc avec un couteau.

La première éducation formelle de Tan Chee Khoon fut dans une école anglaise de fille, mais il fréquenta ensuite la Victoria Institution (en). Il fut ensuite transféré au lycée de Kajang, où il fut un scout actif. En 1938, Tan Chee Khoon obtint une bourse d'études au Collège de médecine du roi Edward VII à Singapour. Cependant, peu après son entrée au Collège en 1939, Tan a vu son éducation interrompue par le déclenchement de la Seconde Guerre mondiale et l'occupation de la Malaisie et de Singapour par les Japonais, et il dut passer cette période chez lui à Kuala Lumpur. Lorsque les Britanniques sont revenus à la fin de la guerre en 1945, Tan Chee Khoon reprit ses études. Il occupa plusieurs postes au sein du syndicat des étudiants de la faculté de médecine et participa également à la création du syndicat des étudiants du campus de l'université de Malaya à Singapour (qui deviendra plus tard l'université nationale de Singapour).

En 1952, après avoir terminé ses études de médecine, il rejoignit le Parti travailliste et participa à la Reid Commission (en) qui jeta les bases de la Constitution de la Malaisie, et, en 1959, après l'indépendance de la Malaisie, il fut le chef d'une coalition avec le Parti Rakyat Malaysia (en). En 1964, il fut l'un des deux seuls députés travaillistes à être élus. Faisant connaître avec force ses convictions, il reçut le surnom de "Monsieur Opposition", et ses discours imprégnés de références à la Bible lui valurent quelques remarques du Premier ministre, Tunku Abdul Rahman.
Quand le parti travailliste fut pris en main par des Chinois éduqués avec des vues politiques de gauche plus radicales, le parti fut interdit par le gouvernement, et Tan Chee Khoon rejoignit le Garakan, avec lobjectif d'éloigner les Malais des partis fondés sur l'appartenance ethnique, tels que l'Organisation nationale des Malais unis, composante principale de la Barisan Nasional. Quant au Gerakan, allié avec le Parti d'action démocratique, ils eurent de bons résultats aux élections de 1969.
Tan organisa un défilé de la victoire le 12 mai, et reçut l'autorisation de la police pour le tenir. Cependant, les participants dévièrent de l'itinéraire autorisé, brouillant la circulation, et entrèrent dans une zone à prédominance malaise de Kuala Lumpur, où ils crièrent des injures raciales. Le 13 mai, l'Organisation nationale des Malais unis organisa une marche de représailles, et des groupes armés de Malais se rassemblèrent dans la capitale, Kuala Lumpur. La marche dégénéra en une émeute raciale, la violence continuant pendant deux jours. Les statistiques officielles font état d'un total de 200 morts, alors que les chiffres officieux donnent un chiffre cinq fois plus élevé. L'état d'urgence fut déclaré et le Parlement suspendu. Le nouveau Conseil national des opérations (NOC), dirigé par le vice-premier ministre Tun Abdul Razak, prit le pouvoir et Parlement ne se tint pas avant 1972.
En 1972, le cofondateur du Gerakan, Lim Chong Eu (en) mena son parti dans une coalition gouvernementale agrandie, ce avec quoi Tan Chee Khoon n'était pas d'accord. Il quitta ce parti et fonda le sien, le Parti Keadilan Masyarakat Malaysia (en) (Parti malaisisen de la justice sociale). Malgré cela, il supporta la Malaysian New Economic Policy (en), qui accroissait les privilèges des Bumiputeras, se fondant sur l'article 153 de la Constitution de la Malaisie et la nécessité d'une discrimination positive en leur faveur.
En 1974, Tan Chee Khoon subit une dure défaite, puisqu'il fut le seul élu de son mouvement. 
En 1977, pour raisons de santé, il commença à se retirer de la vie politique.